# Lesterville (Dakota del Sud)
Lesterville è un centro abitato (town) degli Stati Uniti d'America situato nella contea di Yankton nello Stato del Dakota del Sud. La popolazione era di 127 persone al censimento del 2010.
La città ha preso il nome da Lester Dix, il nipote di un giovane direttore postale.

## Geografia fisica
Lesterville è situata a 43°02′19″N 97°35′32″W (43.038725, -97.592225).
Secondo lo United States Census Bureau, ha un'area totale di 0,20 miglia quadrate (0,52 km²).

## Società

### Evoluzione demografica
Secondo il censimento del 2010, c'erano 127 persone.

### Etnie e minoranze straniere
Secondo il censimento del 2010, la composizione etnica della città era formata dal 100,0% di bianchi.